# ریکاردو ناردینی
ریکاردو ناردینی (انگلیسی: Riccardo Nardini؛ زادهٔ ۲۷ ژوئن ۱۹۸۳) بازیکن فوتبال اهل ایتالیا است.
از باشگاه‌هایی که در آن بازی کرده‌است می‌توان به باشگاه فوتبال رجینا، باشگاه فوتبال مودنا، باشگاه فوتبال آسکولی، باشگاه فوتبال فوجا، باشگاه فوتبال کاتانیا، باشگاه فوتبال رجانا، باشگاه فوتبال امپولی، باشگاه فوتبال آولینو، و باشگاه فوتبال پرو ورچلی اشاره کرد.